# Mesoleius breviformis
Mesoleius breviformis är en stekelart som beskrevs av Teunissen 1945. Mesoleius breviformis ingår i släktet Mesoleius och familjen brokparasitsteklar. Inga underarter finns listade i Catalogue of Life.